# Balaciu (okręg Vâlcea)
Balaciu – wieś w Rumunii, w okręgu Vâlcea, w gminie Roșiile. W 2011 roku liczyła 153 mieszkańców.